# Karl Emanuel Fahrländer
Karl Emanuel Fahrländer (* 2. Juli 1803 in Aarau; † 23. August 1857 ebenda; heimatberechtigt in Oeschgen) war ein Schweizer Politiker. Von 1853 bis 1854 vertrat er den Kanton Aargau im Nationalrat.

## Biografie
Karl Emanuel Fahrländer war der Sohn des Arztes Sebastian Fahrländer, dem früheren Statthalter des kurzlebigen Kantons Fricktal. Seine Taufe war die erste in der 1803 neu gegründeten katholischen Pfarrei Aarau. Fahrländer absolvierte die Kantonsschule Aarau und das Gymnasium in Basel, wo seine Familie zeitweise lebte. Anschliessend studierte er Recht an den Universitäten Basel, Freiburg im Breisgau und Heidelberg. Nachdem er 1826 promoviert hatte, folgte ein weiterer Studienaufenthalt in Paris. 1828 erhielt er das Anwaltspatent und eröffnete in Aarau eine Kanzlei. Im Militär stieg er bis zum Hauptmann im Generalstab auf. 1833 heiratete er Maria Anna Brentano, die Tochter von Joseph Maria Brentano. 1835 amtierte er als Sekretär jener Kommission, welche die Basler Kantonstrennung juristisch regelte.
Fahrländers politische Karriere begann 1841 mit der Wahl in den Grossen Rat, dem er bis 1843, nochmals von 1845 bis 1852 und schliesslich von 1853 bis 1856 angehörte. Als einer der Führer der gemässigten katholisch-konservativen Opposition kritisierte er die aus seiner Sicht verfassungswidrige Aufhebung der Aargauer Klöster durch die radikal-liberale Kantonsregierung, was 1841 zum Aargauer Klosterstreit geführt hatte. Mit den Zielen des 1847 gegründeten Sonderbunds konnte er sich zwar nicht anfreunden, doch sprach er sich gegen deren Auflösung mit Waffengewalt und insbesondere gegen die Beteiligung des Aargaus am Sonderbundskrieg aus.
Im Januar 1853 rückte Fahrländer für den zurückgetretenen Gregor Lützelschwab in den Nationalrat nach. Bei den Nationalratswahlen 1854 wurde er jedoch nicht wiedergewählt. Drei Jahre später starb er nach längerer Krankheit. Sein Sohn Karl Franz Sebastian Fahrländer war ebenfalls Nationalrat und darüber hinaus Aargauer Regierungsrat.